# El Conde
El Conde is een Chileense satirische horrorfilm uit 2023, geregisseerd en mede geschreven door Pablo Larraín.

## Verhaal
In deze film wordt met zwarte humor de Chileense dictator Augusto Pinochet afgebeeld als een 250-jarige vampier die op zoek is naar de dood. In de 18e eeuw ontdekt men dat Claude Pinoche, een royalistische Franse soldaat, een vampier is en overleeft hij een poging om hem te vermoorden. Als hij getuige is van de Franse Revolutie en de executie van Marie-Antoinette, doet hij alsof hij dood is en vlucht naar het buitenland, waar hij deelneemt aan de onderdrukking van revolutionaire omwentelingen in de daaropvolgende eeuwen. Uiteindelijk belandt hij in 1935 in Chili en voegt zich onder de naam Augusto Pinochet bij het Chileense leger. Hij groeit uit tot generaal, werpt in 1973 de socialistische regering van Salvador Allende omver en wordt de dictator van het land, terwijl hij eist dat hij door zijn familie met El Conde (de graaf) wordt aangesproken.

## Rolverdeling
| Acteur            | Personage         |
| ----------------- | ----------------- |
| Jaime Vadell      | Augusto Pinochet  |
| Gloria Münchmeyer | Lucía Hiriart     |
| Alfredo Castro    | Fyodor            |
| Paula Luchsinger  | Carmen            |
| Catalina Guerra   | Luciana           |
| Stella Gonet      | Margaret Thatcher |

## Release en ontvangst
El Conde ging op 31 augustus 2023 in première in de officiële competitie van het Filmfestival van Venetië. De film kreeg overwegend positieve kritieken van de filmcritici, met een score van 82% op Rotten Tomatoes, gebaseerd op 99 beoordelingen.

## Prijzen en nominaties
De belangrijkste:
| Jaar | Prijs                    | Categorie                         | Genomineerde(n)                     | Uitslag     |
| ---- | ------------------------ | --------------------------------- | ----------------------------------- | ----------- |
| 2023 | Filmfestival van Venetië | Gouden Leeuw                      | Pablo Larraín                       | Genomineerd |
| 2023 | Filmfestival van Venetië | Gouden Osella voor beste scenario | Guillermo Calderón en Pablo Larraín | Gewonnen    |